# Liste des clochers-murs des Deux-Sèvres
Cet article recense les édifices religieux des Deux-Sèvres, en France, munis d'un clocher-mur.

## Liste

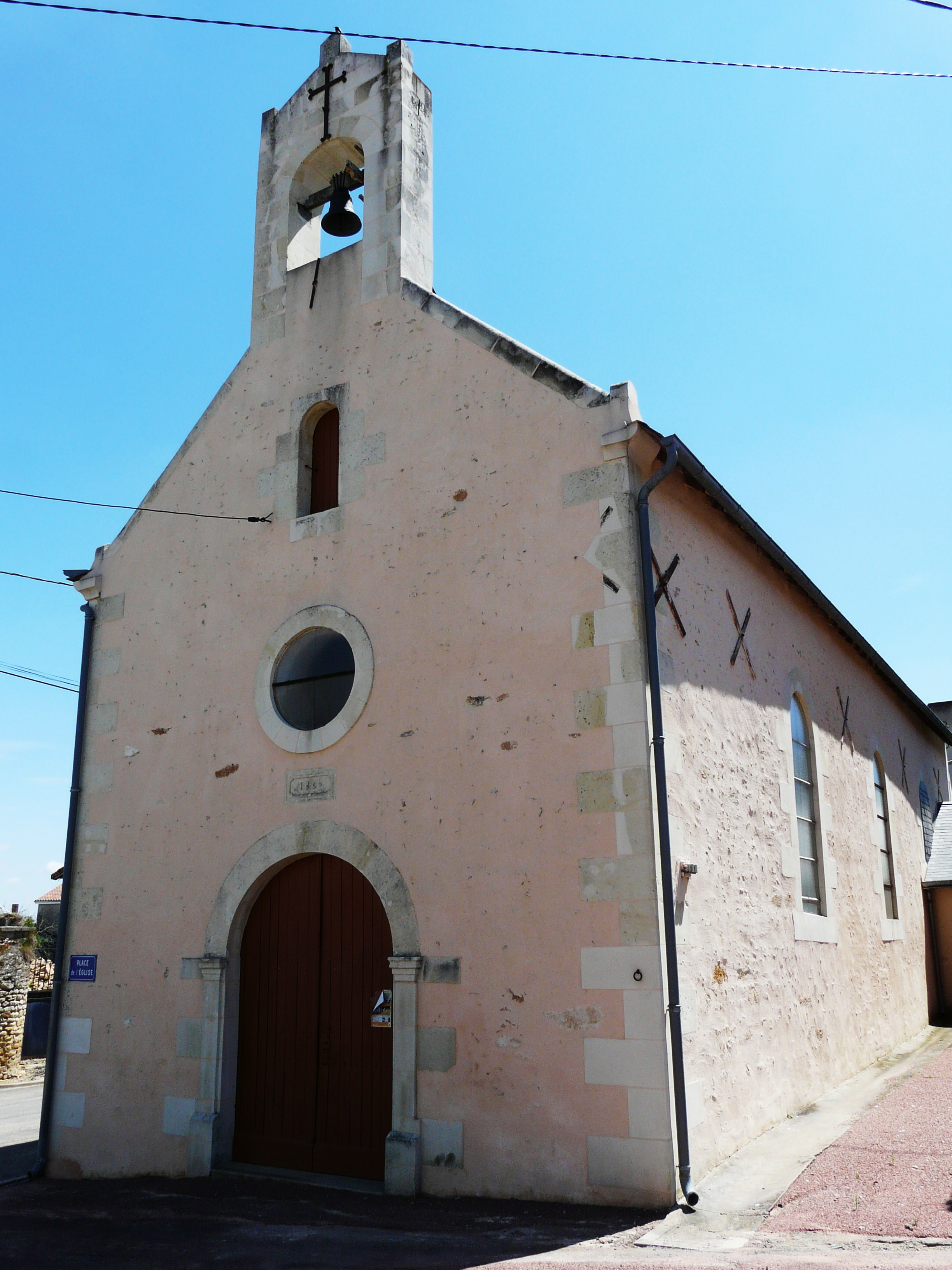
Église du bourg de Noizé à Oiron
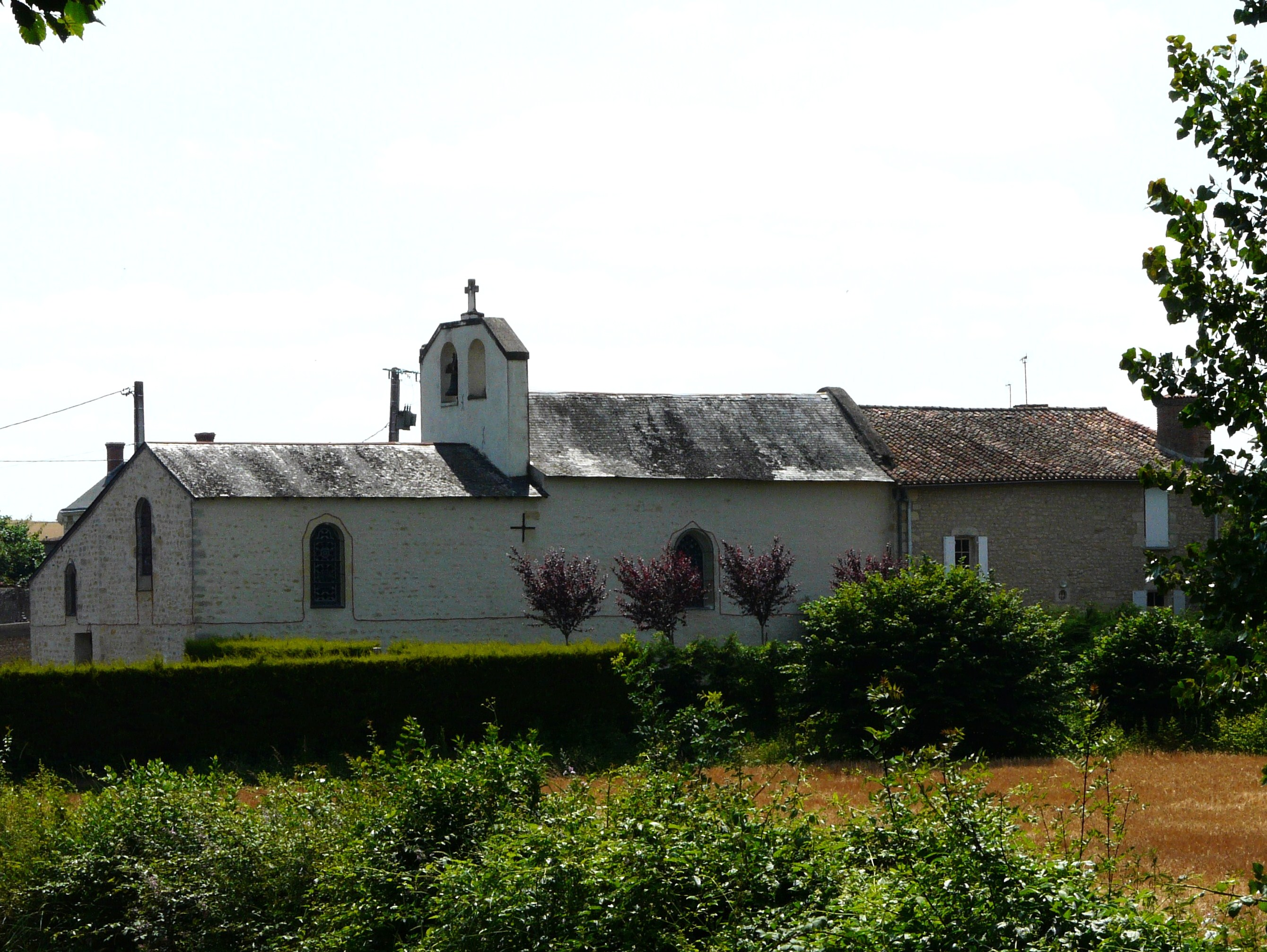
L'église Saint-Pierre de Maulais à Taizé-Maulais
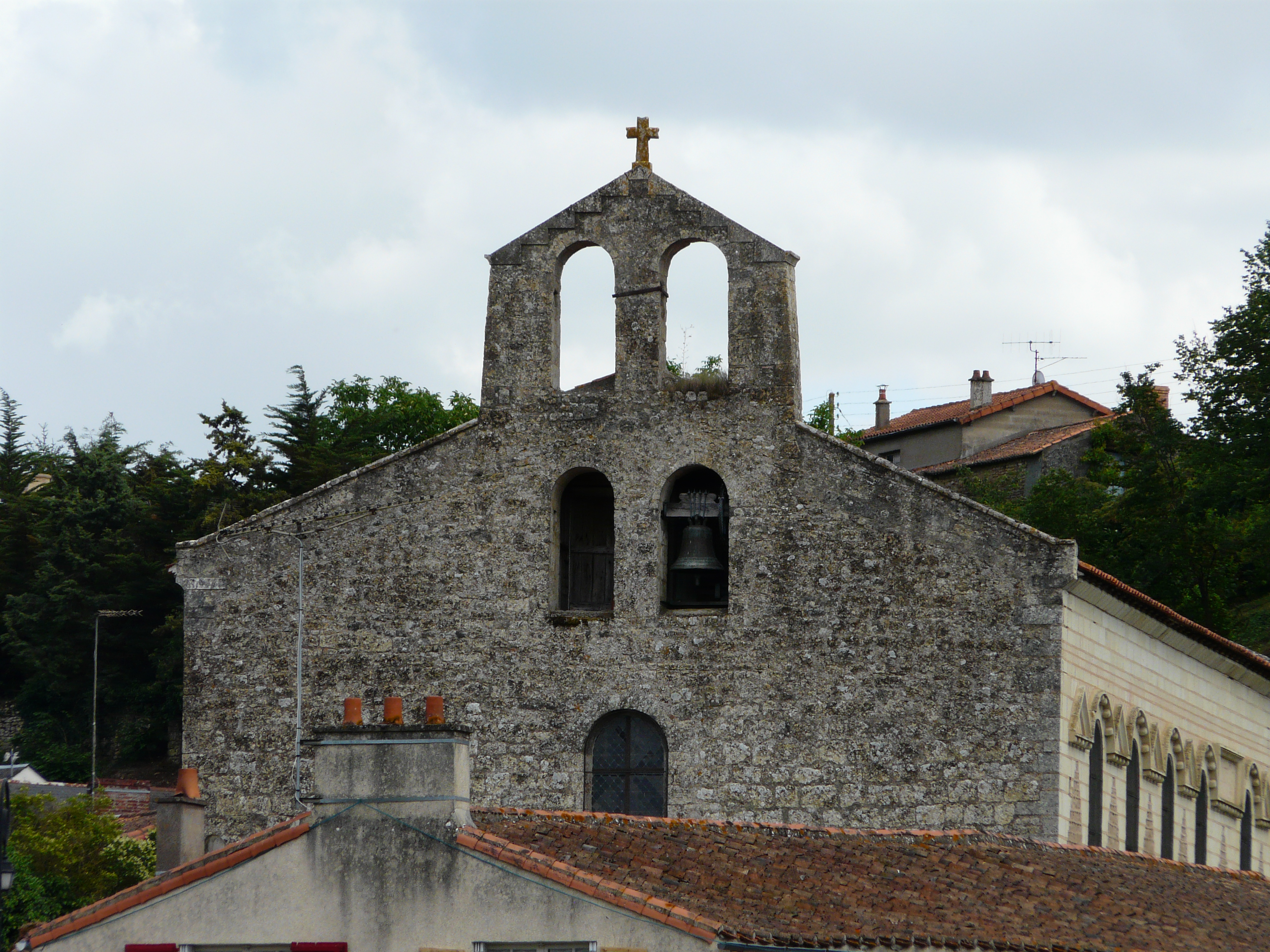
L'église Saint-Généroux

- Gourgé : chapelle à côté du cimetière
- Oiron : église du bourg de Noizé et église de Bilazais
- Église Saint-Généroux
- Taizé-Maulais : église Saint-Pierre du bourg de Maulais et chapelle de Maranzais